# 米爾福德 (印地安納州科西阿斯科縣)
米爾福德（英語：Millford）是一個位於美國印地安納州科西阿斯科縣的城鎮。

## 人口
根據2010年美國人口普查的數據，米爾福德的面積為3.82平方千米，當中陸地面積為3.76平方千米，而水域面積為0.06平方千米。當地共有人口1562人，而人口密度為每平方千米409人。